# Linfangiosarcoma

El linfangiosarcoma es un tipo de cáncer poco frecuente que se incluye dentro del grupo de los sarcomas y se origina en las células que forman la pared de los vasos linfáticos. Puede aparecer en las extremidades superiores o inferiores. Se presenta, sobre todo, en personas que presentan edema en los miembros de larga duración y origen linfático - linfedema -, por ejemplo, en las mujeres que han sido sometidas a extirpación de una mama - mastectomia - por cáncer de mama (síndrome de Stewart-Treves). En otras ocasiones, el linfedema se debe a infecciones por filaria, inmovilización prolongada, tratamiento radioterapico o extirpación de otros tipos de tumor como el melanoma.
Se manifiesta por la aparición de nódulos visibles en el miembro afectado, de color rojo o violáceo y consistencia dura, que crecen con rapidez y posteriormente provocan metástasis, sobre todo el pulmón y la pleura.
El pronóstico de este tipo de tumor es grave y la supervivencia a los 5 años del diagnóstico muy baja. El tratamiento se basa en la cirugía radical, en muchas ocasiones es preciso extirpar el miembro afectado, también se emplea como tratamiento complementario la radioterapia y la quimioterapia.